# Felipe Díaz Sandino
Felipe Díaz Sandino (Caldetas, Barcelona, 25 de septiembre de 1891 - Colombia, 1960) fue un militar y aviador español que luchó en la guerra civil española en el bando republicano. Ocupó puestos importantes dentro de las Fuerzas Aéreas republicanas. Fue también un pionero de la Aviación militar española.

## Biografía

### Carrera militar
Fue uno de los pioneros de la aviación militar española, empezando su carrera ya en 1915.
En 1922 marchó a la guerra de Marruecos, donde fue jefe de una escuadrilla. En 1924 fue ascendido a capitán y en 1925 dirigió el grupo aéreo que protegió el desembarco de Alhucemas. En 1926, durante la dictadura de Primo de Rivera, participó en la revuelta de Cuatro Vientos y fue encarcelado en Madrid. En 1930 se afilió a la francmasonería y conspiró contra la monarquía de Alfonso XIII, haciendo de enlace con el comité republicano clandestino.
Cuando se produjo la proclamación del Estado Catalán en octubre de 1934 se negó a bombardear el Palacio de la Generalidad de Cataluña, por lo que fue encarcelado en el castillo de Montjuïc durante algún tiempo. Díaz Sandino fue apartado de su puesto militar durante los gobiernos radical-cedistas (1934-1935), especialmente por la labor del ministro de la guerra José María Gil-Robles. En 1935 fue uno de los miembros fundadores de la Unión Militar Republicana Antifascista (UMRA).

### Guerra civil española
Al estallar la guerra civil española era jefe de la 3.ª Escuadra aérea con base en el El Prat de Llobregat (Barcelona), y junto con Alberto Bayo Giroud puso la aviación al servicio de la Generalidad de Cataluña, atacando las posiciones de los militares sublevados contra el gobierno de la República. Los ataques de la aviación republicana ordenados por Díaz Sandino desmoralizaron enormemente a los rebeldes de Barcelona, lo que contribuyó a su derrota.
Había sido ascendido a teniente coronel y fue nombrado consejero de Defensa de la Generalidad el 31 de julio de 1936, cargo que ocupó en los tres primeros gobiernos de la Generalidad durante la Guerra, hasta el 14 de diciembre. Al frente de este organismo, Díaz Sandino intentó reconducir la situación  que reinaba en la zona republicana y militarizar a las milicias que actuaban en Cataluña y en el Frente de Aragón, encontrándose con muchas resistencias y oposiciones de los sectores anarquistas. Si bien logró la disolución del Comité de Milicias Antifascistas de Cataluña, no llegó a llevar a cabo la buscada militarización. La creación del «Ejército Popular de Cataluña» fue más teórica que real y las milicias continuaron manteniendo su estructura e identidad propias. Díaz Sandino abandonó el cargo de consejero de defensa en diciembre de 1936.
En enero de 1937, la prensa franquista habla de la detención de Sandino, que está preso en el castillo de Montjuit desde hace algún tiempo, acusado de estafa. El 15 de enero se inicia en Barcelona un Consejo de Guerra contra el coronel Sandino y 17 compañeros, acusados de complicidad en la desaparición de 7 millones de pesetas destinados a adquirir material de guerra.
Más adelante, será jefe de toda la aviación republicana en Cataluña, cesando al mando de la 3.ª Escuadra en junio de 1937. Al mes siguiente marchó como agregado militar a la Embajada de París, puesto que ocupó hasta marzo de 1938. Ese mismo año fue nombrado jefe de la aviación de la 4.ª Región Aérea de España, la correspondiente al territorio catalán, cargo que mantuvo hasta el final de la contienda.
Es posible que el bombardeo de la Basílica del Pilar fuese realizado por orden suya, tal como afirmó el piloto que voló el avión, Emilio Villaceballos García, en una entrevista publicada en el Heraldo de Aragón el 12 de octubre de 1939.

### Exilio y últimos años
Terminada la guerra se exilió a Francia y después a la República Dominicana, Colombia y Chile.

## Obras
- De la conspiración a la revolución, 1929 - 1937 (publicada en 1990).